# Miroir semi-réfléchissant

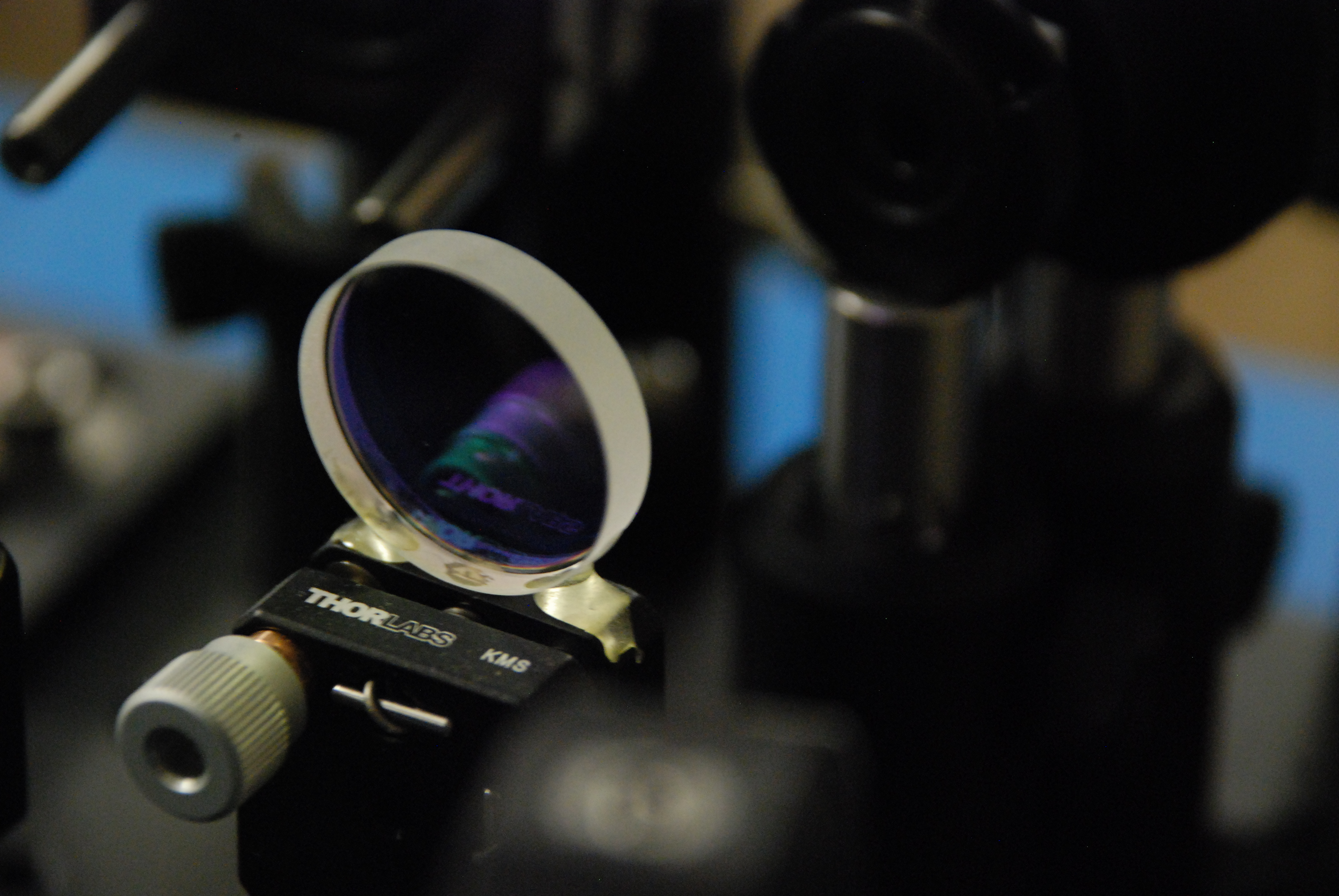
Un miroir diélectrique.

 (juillet 2009).
Si vous disposez d'ouvrages ou d'articles de référence ou si vous connaissez des sites web de qualité traitant du thème abordé ici, merci de compléter l'article en donnant les références utiles à sa vérifiabilité et en les liant à la section « Notes et références ».

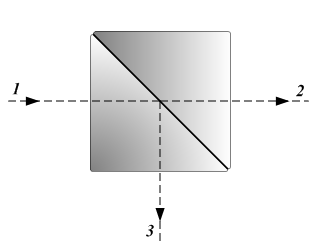
Schéma du parcours lumineux dans un cube de deux prismes
1 - Lumière incidente
2 - 50 % Lumière réfractée
3 - 50 % Lumière réfléchie

Un miroir semi-réfléchissant est un type de miroir dont la particularité est de ne réfléchir qu'une partie de la lumière qu'il reçoit, et de laisser passer l'autre partie (indépendamment de sa couleur, avec la technologie actuelle). En d'autres termes, il sépare un rayon incident en deux flux lumineux, l'un réfléchi, l'autre réfracté (la partie diffusée, de plus faible quantité, étant négligeable, de même que la partie absorbée, transformée en chaleur).
Parce que le miroir n'est pas la seule possibilité technique d'obtenir cette particularité optique (un système optique composé de prismes peut atteindre le même but), on appellera la face semi-réfléchissante indifféremment lame séparatrice ou encore séparateur ou diviseur de faisceau (ou de rayon),

## Paramètres
La répartition de l'intensité lumineuse entre ces deux flux dépend :
- du système optique choisi ;
- de la couleur de la lumière, c'est-à-dire de sa longueur d'onde ;
- de l'angle que fait le rayon lumineux avec la surface du miroir ;
- dans le cas d'un miroir recouvert d'une couche mince, de l'épaisseur du dépôt métallique choisi qui peut filtrer certaines longueurs d'onde du rayon incident.

## Différents moyens d'obtention de cette lame séparatrice

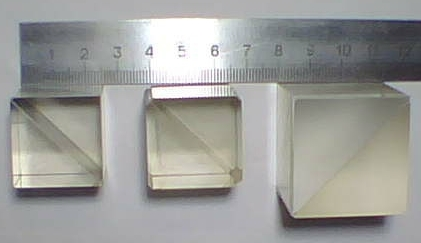
Miroirs semi-réfléchissants.

Trois types de ces miroirs existent :
- deux prismes triangulaires collés avec du baume du Canada et formant un cube permettent de réfléchir partiellement la lumière au niveau de leur jonction. Certains de ces prismes comme le prisme de Wollaston, faits en matériaux biréfringents, donnent deux rayons de polarisations différentes (ce sont alors des polariseurs) ;
- une autre méthode consiste à déposer une couche fine d'un composé métallique ou diélectrique à la surface d'une lame de verre. On a utilisé longtemps de l'étain, du mercure, de l'argent par réaction chimique. Dans la technique actuelle de dépôt sous vide, c'est l'aluminium qui est appliqué. Cette technique de contrôle de l'épaisseur du dépôt s'opère avec une précision telle (proche de la longueur d'onde lumineuse, soit seulement quelques dizaines d'atomes) qu'elle permet de choisir les couleurs transmises ou réfléchies (verre anti-reflet, analyse par couleur) ;
- une troisième méthode consiste à utiliser un prisme dichroïque.

## Caractéristiques d'une lame séparatrice

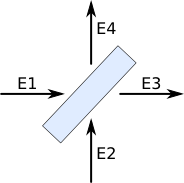
Schéma d'une lame séparatrice.

Comme tous les composants d'optique, la lame séparatrice possède une matrice de lame séparatrice. Cette matrice est un outil qui permet de caractériser le composant, de manière analogue aux paramètres S pour les quadripôles électroniques.
Pour une lame séparatrice supposée sans perte (pas de dispersion ni absorption), la matrice utilisée pour caractériser les champs électriques entrant et sortant est composée des coefficients complexes de transmission et de réflexion. Elle a pour forme:
{\displaystyle {\begin{pmatrix}E_{3}\\E_{4}\end{pmatrix}}={\begin{pmatrix}t_{31}&r_{32}\\r_{41}&t_{42}\\\end{pmatrix}}{\begin{pmatrix}E_{1}\\E_{2}\end{pmatrix}}}
Avec r et t les coefficients de réflexion et de transmission. 
Pour le cas particulier d'une lame 50:50 (les faisceaux sortants ont la même intensité), on a:
{\displaystyle {\begin{pmatrix}E_{3}\\E_{4}\end{pmatrix}}={\frac {1}{\sqrt {2}}}{\begin{pmatrix}1&i\\i&1\\\end{pmatrix}}{\begin{pmatrix}E_{1}\\E_{2}\end{pmatrix}}}

## Utilisations

### Enphysique

#### Interférométrie
Les miroirs semi-réfléchissants sont très importants en interférométrie. Cette technique nécessite en effet de faire interférer deux rayons issus de la même source. C'est pourquoi ces miroirs y jouent un rôle central. On les retrouve notamment dans l'interféromètre de Michelson et l'interféromètre de Fabry-Pérot.
Générateur de nombres aléatoires matériel

#### Autres
D'autres expériences de physique nécessitent ce type de miroir. Par exemple, si l'on veut étudier deux caractéristiques d'un faisceau, on peut le séparer en deux grâce à un de ces miroirs, puis étudier ces deux rayons séparément.

### Dans la vie courante
Un autre type de miroir est utilisé dans la vie courante sous la désignation de miroir sans tain ou glace sans tain (par référence historique au tain). Il s'agit d'une vitre avec un taux de réflexion supérieur à la normale séparant deux pièces contiguës, l'une éclairée, l'autre sombre :
- les personnes situées dans la pièce éclairée voient leur reflet sur cette surface, comme sur un miroir normal, et ne peuvent donc pas voir les personnes dans l'autre pièce ;
- les personnes situées dans la pièce sombre voient au travers de cette surface comme au travers d'une vitre transparente, et peuvent donc voir les personnes dans l'autre pièce.

Il permet donc aux personnes qui sont dans la pièce sombre de « voir sans être vues ».

#### Utilisations

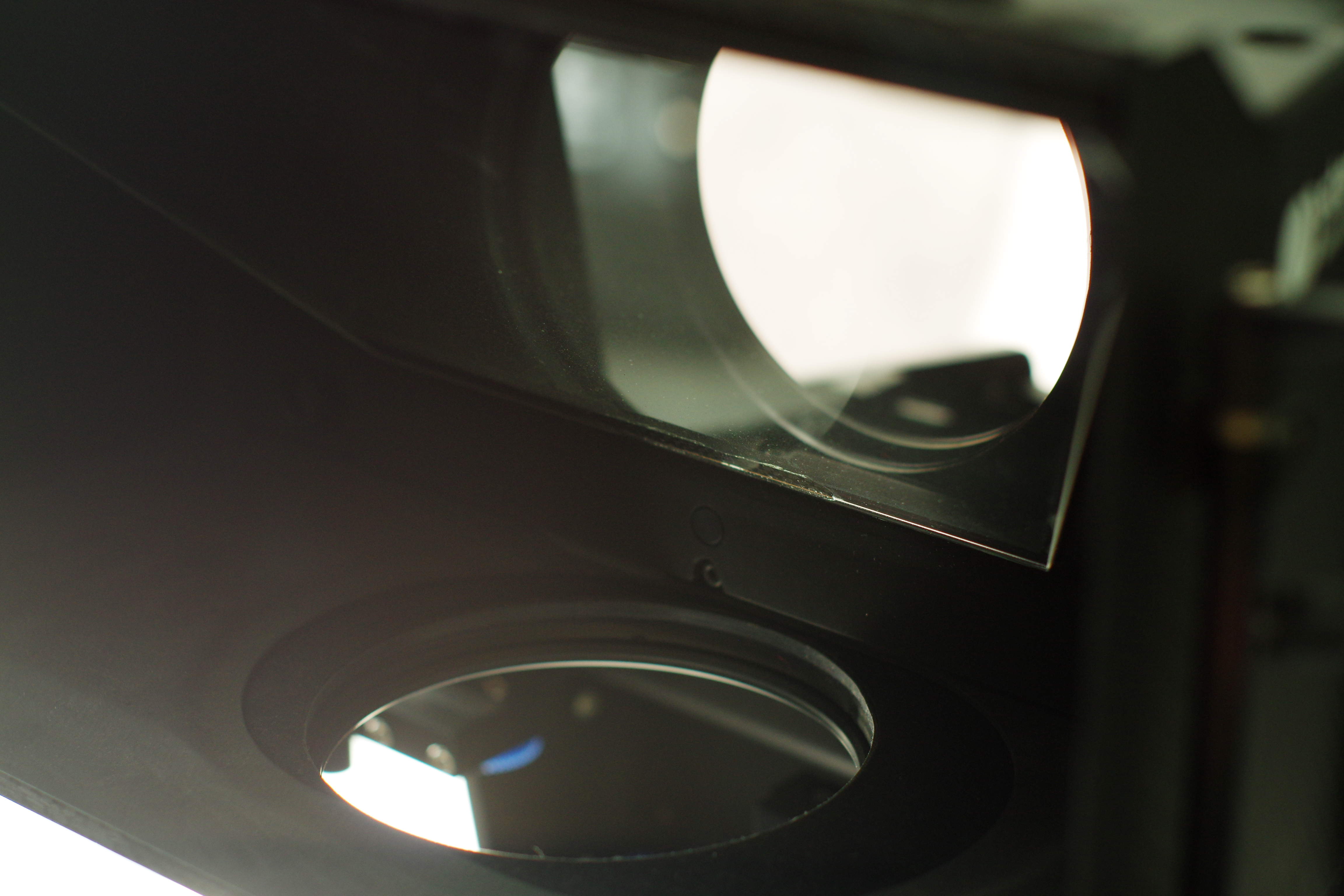
Miroir semi-réfléchissant de caméra 3D. Il permet d'envoyer l'image sur les 2 caméras utilisées.

- Les miroirs sans tain sont utilisés dans les commissariats de police : 
  - dans des salles aménagées spécialement pour permettre aux témoins d'identifier les suspects sans craindre de représailles,
  - dans les salles d'interrogatoire, pour permettre à d'autres personnes d'observer l'échange sans distraire la personne interrogée.
- On en trouve aussi dans les commerces afin de surveiller que les clients ne volent rien, ou d'étudier leurs habitudes de consommation et en tirer les conclusions pour améliorer le marketing. Dans le même ordre d'idées, ils sont également utilisés dans les réunions de consommateurs, pour que les commanditaires de l'étude puissent y assister discrètement.
- Les miroirs sans tain trouvent aussi une application dans les prompteurs, afin de pouvoir filmer au travers d'une surface réfléchissant un texte situé de l'autre côté de la surface.
- On place aussi un miroir sans tain dans les rétroviseurs intérieurs des véhicules, afin de limiter l'éblouissement par les phares des véhicules poursuivants, la nuit.
- Une caméra peut être placée derrière un tel miroir, afin de filmer des individus à leur insu, comme durant l'opération Midnight Climax.
- Les caméras 3D utilisent un miroir semi-réfléchissant pour l'enregistrement des deux images.
- Une émission de télévision s'est servie de ce concept : Mon beau miroir, permettant à l'animateur de soumettre un invité aux critiques d'un panel placé derrière une telle glace.

#### Œuvres
- Dans un projet architectural intitulé Cinema, l'artiste contemporain américain Dan Graham imagine une salle de cinéma dont l'écran et les murs, qui sont des miroirs sans tain, forment un triangle. Lorsque les spectateurs, qui sont à l'intérieur, visionnent le film, la salle est plongée dans le noir, et les passants, qui sont à l'extérieur, peuvent voir :
  - non seulement le film projeté sur l'écran (l'image étant toutefois inversée),
  - mais aussi les spectateurs regardant le film, sans que ces derniers puissent les voir : ils peuvent donc observer sereinement cette relation film / spectateur.
- Le Miroir sans tain est un roman publié en 1947 par Pierre Humbourg.
- Le Miroir sans tain est un roman publié en 1964 par Féridah Guarini.
- Le Miroir sans tain  (ISBN 2905871113) est un roman publié en 1991 par Michelle Meyer.
- Un miroir sans tain  (ISBN 2865771148) est un roman publié en 1995 par Jean Chèvre.
- Miroir sans tain, Tiroir sans main, dont le titre joue sur une contrepèterie, est un roman de Franck Zerbib (membre du groupe Les Wriggles) qui est encore en cours de préparation en 2007.
- Derrière le miroir sans tain est un film pornographique réalisé en 1982 par Jean-Claude Roy, dans lequel joue notamment Cathy Ménard.

#### Limites à ce dispositif
Dans le dispositif décrit ci-dessus, il suffit d'éclairer la pièce sombre pour que le miroir sans tain redevienne une vitre transparente. Malgré cela, il existe des systèmes optiques qui ne laissent passer la lumière que dans un sens. Ce sont les isolateurs de Faraday qui sont couramment utilisés avec les diodes laser de laboratoire.

#### Alternative
Certains films adhésifs applicables sur une vitre permettent la constitution d'un miroir sans tain (en respectant les différences d'éclairement des deux zones).